# José Figueira
José Manuel Figueira (Inglaterra, 9 de febrero de 1982) es un entrenador de fútbol inglés de nacionalidad española. Actualmente está a cargo del Auckland United FC de Nueva Zelanda.

## Carrera
Figueira nació en Inglaterra pero sus padres son españoles. Comenzó su carrera como jugador en el equipo juvenil del club Crawley Town, pero renunció a los 19 años para seguir una carrera como entrenador, llegando a Nueva Zelanda en 2003 después de un breve entrenamiento en la academia de Brighton & Hove Albion.
En 2014, Figueira fue anunciado como entrenador en jefe del equipo nacional sub-17 de Nueva Zelanda en preparación para el Campeonato OFC U-17 de 2015; sin embargo, después de ganar el torneo, fue despedido polémicamente a pesar de ganar los siete partidos y ganar el título.
En 2016, Figueira firmó como entrenador del Team Wellington con el que consiguió título en la temporada 2016-17 y fue nombrado Entrenador de Fútbol del Año de Nueva Zelanda en 2017. Además, su equipo el Team Wellington ganó la Liga de Campeones de la OFC 2018, clasificando al club para su primera Copa Mundial de Clubes de la FIFA, en el que fue eliminado por penaltis frente a Al-Ain en la ronda de playoffs después de un empate 3–3.
En 2018, regresó a la Selección de fútbol de Nueva Zelanda para ser asistente de Fritz Schmid en el equipo absoluto.
En 2019, tras la marcha de Ramon Tribulietx, el Auckland City hizo oficial la llegada al banquillo del entrenador que regresa así a un equipo al que dirigió entre 2008 y 2016 en categoría juvenil.

### Clubes
| Club                                             | País           | Año             |
| ------------------------------------------------ | -------------- | --------------- |
| Auckland City Football Club (Juvenil)            | Nueva Zelanda  | 2008 - 2011     |
| New York Red Bulls (Juvenil)                     | Estados Unidos | 2012 - 2013     |
| Central United F.C.                              | Nueva Zelanda  | 2014 - 2016     |
| Selección de fútbol de Nueva Zelanda (Sub-17)    | Nueva Zelanda  | 2014 - 2015     |
| Auckland City Football Club                      | Nueva Zelanda  | 2015 - 2016     |
| Team Wellington                                  | Nueva Zelanda  | 2016 - 2019     |
| Selección de fútbol de Nueva Zelanda (asistente) | Nueva Zelanda  | 2018 - Presente |
| Auckland City Football Club                      | Nueva Zelanda  | 2020 - Presente |

## Palmarés
Team Wellington
- Liga de Campeones de la OFC (1): 2018
- liga nacional (1): 2017

Auckland City
- Liga Nacional de Juveniles (1): 2009

Central United F.C.
- Lotto NRFL Men's Premier Division (1): 2016

Selección de fútbol de Nueva Zelanda (Sub-17)
- Liga de Campeones de la OFC U-17 (1): 2015
- Liga de Campeones de la OFC U-16 (1): 2018